# Guido Van Meel
Guido Van Meel (Kalmthout, 5 de marzo de 1952) es un deportista belga que compitió en ciclismo en la modalidad de pista. Ganó una medalla de plata en el Campeonato Mundial de Ciclismo en Pista de 1979, en la prueba de medio fondo.

## Medallero internacional
| Campeonato Mundial | Campeonato Mundial       | Campeonato Mundial | Campeonato Mundial |
| Año                | Lugar                    | Medalla            | Competición        |
| ------------------ | ------------------------ | ------------------ | ------------------ |
| 1979               | Ámsterdam (Países Bajos) | Medalla de plata   | Medio fondo (A)    |